# Polacantha brevis
Polacantha brevis là một loài ruồi trong họ Asilidae. Polacantha brevis được Martin miêu tả năm 1975.